# Fußball-Oberliga West

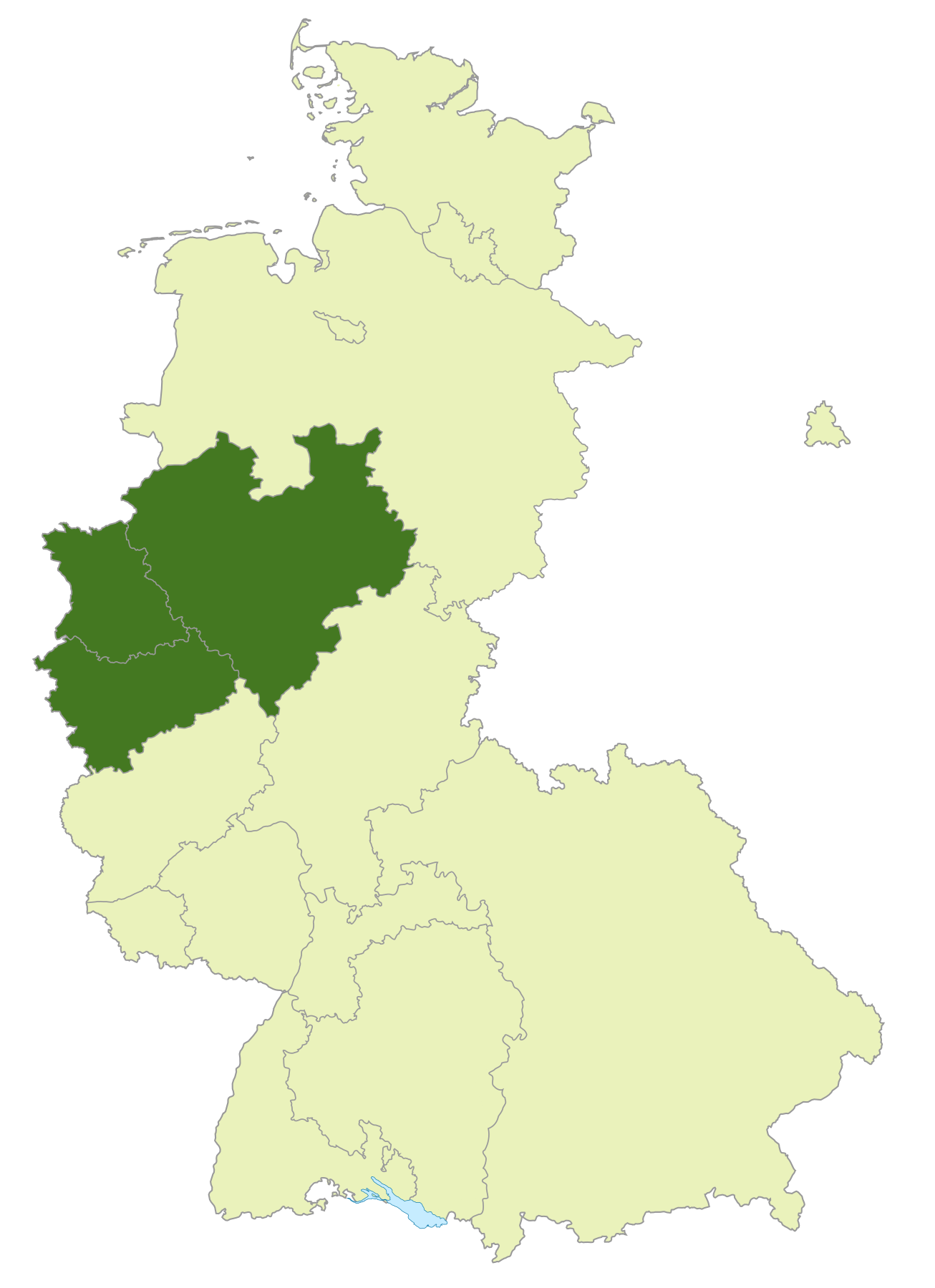
Das Gebiet der Oberliga West erstreckte sich auf Nordrhein-Westfalen

Die Oberliga West wurde 1947 gegründet und war bis zur Einführung der Bundesliga im Jahr 1963 eine von fünf Staffeln der höchsten Spielklasse im deutschen Fußball.
Nach Ende des Zweiten Weltkriegs spielten die Vereine des späteren Bundeslandes Nordrhein-Westfalen auf Weisung der britischen Militärregierung bis 1947 zunächst nur in lokalen Bezirksmeisterschaftsligen. An diese Bezirksmeisterschaften schlossen sich dann Endrunden an zur Ermittlung des Niederrheinmeisters, des Mittelrheinmeisters und des Westfalenmeisters. 1947 wurde die Oberliga West eingeführt und mit den besten Mannschaften der inzwischen gegründeten Verbände Niederrhein, Mittelrhein und Westfalen, also aus ganz Nordrhein-Westfalen, bestückt.
Die bestplatzierten Vereine vertraten dann die Oberliga West bei der deutschen Fußballmeisterschaft. Die Mannschaften auf den letzten Plätzen stiegen in die jeweiligen Landesligen, beziehungsweise ab 1949 in die dann eingeführte 2. Oberliga West ab.
Mit Einführung der Bundesliga wurde die Oberliga West aufgelöst. Die Mannschaften, die sich nicht für die neugeschaffene Bundesliga qualifiziert hatten, wurden der neuen, als zweithöchste deutsche Spielklasse eingeführten, Regionalliga West zugeordnet, die bis zur Einführung der 2. Bundesliga 1974 auch das gesamte Gebiet Nordrhein-Westfalens umfasste.
Im Zuge der Neugliederung der Spielklassen zur Saison 2008/09 wurde erstmals wieder nach 1974 eine der Oberliga West geografisch entsprechende Spielklasse geschaffen. Die als NRW-Liga bezeichnete Staffel, die erneut das gesamte Gebiet Nordrhein-Westfalens umfasste, war nun jedoch auf der fünften Ebene des deutschen Liga-Systems angesiedelt und deshalb mit der früheren Oberliga West nicht vergleichbar. Nach nur vier Spielzeiten wurde sie nach der Saison 2011/12 wieder aufgelöst, da bei der Umstrukturierung der Regionalligen von drei zu fünf Staffeln eine Regionalliga West auf der vierten Ebene des deutschen Liga-Systems geschaffen wurde, die wiederum das gesamte Gebiet Nordrhein-Westfalens umfasst.

## Gründungsmitglieder
Die Einführung der Oberliga West wurde für die Saison 1947/48 nach dem Vorbild der Oberliga Süd der amerikanischen Besatzungszone beschlossen. Das Teilnehmerfeld sollte ursprünglich zwölf Mannschaften umfassen: vier aus Westfalen, je drei vom Niederrhein und vom Mittelrhein sowie zwei Mannschaften, die in einer gemeinsamen Qualifikationsrunde der drei Regionen ermittelt wurden. Nach einem erfolgreichen Protest gegen verschiedene Spielwertungen in der Bezirksmeisterschaftsliga Berg-Mark wurde dann aber auch die in der Qualifikation sportlich gescheiterte TSG Vohwinkel als dreizehnter Teilnehmer in die Oberliga West aufgenommen.
Aus Westfalen:

Borussia Dortmund (Westfalenmeister), FC Schalke 04 (Vizemeister), STV Horst-Emscher (Zweiter Landesliga Gruppe 1), SpVgg Erkenschwick (Zweiter Landesliga Gruppe 2), VfL Witten (Zweiter der gemeinsamen Qualifikationsrunde)

Vom Niederrhein:

Rot-Weiß Oberhausen (Niederrheinmeister), Fortuna Düsseldorf (Vizemeister), Sportfreunde Katernberg (Dritter), Hamborn 07 (Sieger der gemeinsamen Qualifikationsrunde), TSG Vohwinkel (nach Protest zusätzlich aufgenommen)

Von Mittelrhein:

VfR Köln 04 rrh. (Mittelrheinmeister), Alemannia Aachen (Vizemeister), Preußen Dellbrück (Dritter)

## Spielzeiten
| - 1947/48 - 1948/49 - 1949/50 - 1950/51 | - 1951/52 - 1952/53 - 1953/54 - 1954/55 | - 1955/56 - 1956/57 - 1957/58 - 1958/59 | - 1959/60 - 1960/61 - 1961/62 - 1962/63 |

## Erfolgreichste Vereine der Oberliga West (1947–1963)
- Borussia Dortmund: 6 × Meister, 3 × Deutscher Meister (1956, 1957 und 1963), Anführer der Ewigen Tabelle
- 1. FC Köln: 5 × Meister, 1 × Deutscher Meister (1962)
- Rot-Weiss Essen: 2 × Meister, 1 × Deutscher Meister (1955)
- FC Schalke 04: 2 × Meister, 1 × Deutscher Meister (1958)
- Westfalia Herne: 1 × Meister

Mit Borussia Dortmund, FC Schalke 04 und Alemannia Aachen gelang drei Vereinen die durchgängige Ligazugehörigkeit in 16 Spielzeiten.
Für die 1963 gegründete Fußball-Bundesliga qualifizierten sich der
- 1. FC Köln,
- Borussia Dortmund, der
- Meidericher SV,
- Preußen Münster und der
- FC Schalke 04.

Die Nichtberücksichtigung von Alemannia Aachen erregte bundesweit Aufmerksamkeit und Proteste von Vereinsseite.
Die restlichen Mannschaften bildeten zusammen mit den besten der 2. Oberliga West die neugeschaffene Regionalliga West.

## Ewige Tabelle
| Pl. | Verein                   | Jahre | Punkte    |
| --- | ------------------------ | ----- | --------- |
| 1.  | Borussia Dortmund        | 16    | 0600:0336 |
| 2.  | FC Schalke 04            | 16    | 0555:0381 |
| 3.  | 1. FC Köln               | 14    | 0543:0281 |
| 4.  | Alemannia Aachen         | 16    | 0482:0454 |
| 5.  | Preußen Münster          | 15    | 0458:0430 |
| 6.  | Rot-Weiss Essen          | 13    | 0451:0317 |
| 7.  | Fortuna Düsseldorf       | 14    | 0405:0411 |
| 8.  | Meidericher SV           | 11    | 0343:0317 |
| 9.  | Rot-Weiß Oberhausen      | 10    | 0290:0286 |
| 10. | Westfalia Herne          | 9     | 0276:0264 |
| 11. | Duisburger SpV           | 10    | 0274:0326 |
| 12. | Hamborn 07               | 11    | 0264:0372 |
| 13. | Borussia Mönchengladbach | 11    | 0263:0397 |
| 14. | Schwarz-Weiß Essen       | 9     | 0252:0288 |
| 15. | Preußen Dellbrück        | 9     | 0250:0278 |
| 16. | SV Sodingen              | 9     | 0227:0313 |
| 17. | STV Horst-Emscher        | 8     | 0202:0254 |
| 18. | VfL Bochum               | 7     | 0190:0230 |
| 19. | Bayer 04 Leverkusen      | 6     | 0175:0185 |
| 20. | SC Viktoria Köln         | 6     | 0166:0194 |
| 21. | SpVgg Erkenschwick       | 6     | 0143:0193 |
| 22. | Sportfreunde Katernberg  | 5     | 0124:0152 |
| 23. | Wuppertaler SV           | 4     | 0100:0140 |
| 24. | Rheydter SV              | 3     | 071:0109  |
| 25. | TSV Marl-Hüls            | 3     | 065:0115  |
| 26. | TSG Vohwinkel 80         | 3     | 063:093   |
| 27. | Rhenania Würselen        | 2     | 047:061   |
| 28. | VfR Köln 04 rrh.         | 1     | 017:031   |
| 29. | Arminia Bielefeld        | 1     | 017:043   |
| 30. | Duisburger FV 08         | 1     | 014:046   |
| 31. | VfL Witten               | 1     | 013:035   |

## Die Torschützenkönige der Oberliga West
- 1948: August Lenz (Borussia Dortmund) 22 Tore
- 1949: Alfred Preißler (Borussia Dortmund) 25 Tore
- 1950: Alfred Preißer (Borussia Dortmund) 24 Tore
- 1951: Hans Kleina (FC Schalke 04) 25 Tore
- 1952: Karl Hetzel (Meidericher SV) 25 Tore
- 1953: Hans Schäfer (1. FC Köln) 26 Tore
- 1954: Hans Schäfer (1. FC Köln) 26 Tore
- 1955: Felix Gerritzen (Preußen Münster) und Heinz Lorenz (Preußen Dellbrück), jeweils 23 Tore
- 1956: Alfred Niepieklo (Borussia Dortmund) 24 Tore
- 1957: Alfred Kelbassa (Borussia Dortmund) 30 Tore
- 1958: Alfred Kelbassa (Borussia Dortmund) 24 Tore
- 1959: Gerhard Clement (Westfalia Herne) 28 Tore
- 1960: Jürgen Schütz (Borussia Dortmund) 31 Tore
- 1961: Jürgen Schütz (Borussia Dortmund) 27 Tore
- 1962: Manfred Rummel (Schwarz-Weiß Essen) 26 Tore
- 1963: Jürgen Schütz (Borussia Dortmund) 25 Tore